# Olney (Illinois)
Olney ist eine Stadt und der Verwaltungssitz des Richland County im Osten des US-amerikanischen Bundesstaates Illinois. Bei der Volkszählung im Jahre 2000 betrug die Einwohnerzahl 8631.

## Weiße Eichhörnchen

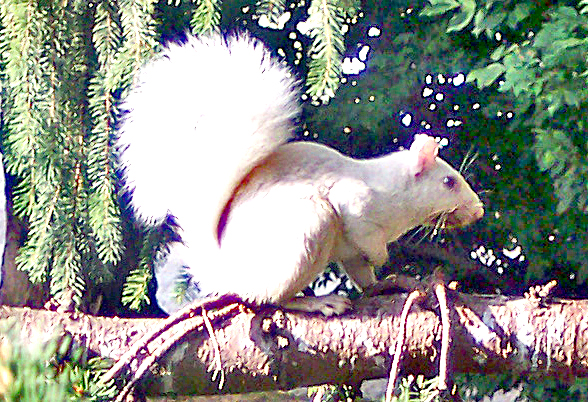

Olney ist für seine weißen Eichhörnchen bekannt. Im Jahre 1902 jagte und schoss William Stroup ein graues weibliches Eichhörnchen. Der Schuss schlug zwei Junge aus einem Nest, die er nach Hause zu seinen Kindern brachte. Die Tiere wurden später an Jasper Banks verkauft, der sie in seinem Lokal ausstellte. 1910 erließ das gesetzgebende Amt von Illinois ein Gesetz, das die Haltung von Eichhörnchen verbietet, sodass sie zurück in die Wälder gebracht wurden.
1925 erließ die Stadt ein Gesetz für den Leinenzwang von Hunden. 1943 erreichte die Eichhörnchenpopulation ihr Maximum von 1000; heute hält sie sich unveränderlich um 200 Individuen. Der Stadtrat erließ 1997 ein Gesetz, das nun eine Leine sowohl für Hunde als auch für Katzen verbindlich macht, um die spezielle Rasse der Eichhörnchen zu erhalten.
Weiße Eichhörnchen haben „Vorfahrt“ in allen Straßen in Olney. Das Überfahren eines dieser Tiere wird mit 200 Dollar Bußgeld bestraft. Die Polizei in Olney hat das weiße Eichhörnchen zu ihrem Logo gemacht, und so ist es auf allen Polizeifahrzeugen zu finden. Das weiße Eichhörnchen hat sich als Olneys Markenzeichen etabliert, und die Bewohner des Ortes sind auch heute noch sehr stolz darauf.

## Demografie
Die bei der Volkszählung im Jahr 2000 ermittelten 8631 Einwohner von Olney lebten in 3755 Haushalten; darunter waren 2301 Familien. Die Bevölkerungsdichte betrug 579 Einwohner pro km². Im Ort wurden 4283 Wohneinheiten erfasst. Unter der Bevölkerung waren 97,67 % Weiße, 0,48 % Afroamerikaner, 0,16 % amerikanische Indianer, 0,64 % Asiaten und 0,35 % von anderen Ethnien; 0,70 % gaben die Zugehörigkeit zu mehreren Ethnien an.
Unter den 3755 Haushalten hatten 28,2 % Kinder unter 18 Jahren; 33,7 % waren Single-Haushalte. Die durchschnittliche Haushaltsgröße war 2,26, die durchschnittliche Familiengröße 2,89 Personen.
Die Bevölkerung verteilte sich auf 23,8 % unter 18 Jahren, 9,1 % von 18 bis 24 Jahren, 25,6 % von 25 bis 44 Jahren, 21,0 % von 45 bis 64 Jahren und 20,5 % von 65 Jahren oder älter. Der Median des Alters betrug 39 Jahre.
Der Median des Haushaltseinkommens betrug 28.084 $, der Median des Familieneinkommens 37.365 $. Das Prokopfeinkommen in Olney betrug 16.218 $. Unter der Armutsgrenze lebten 17,0 % der Bevölkerung.

## Söhne und Töchter der Stadt
- Edmund Sebree (1898–1966), Generalmajor der United States Army
- George E. Shipley (1927–2003), Politiker
- Noretta Koertge (* 1935), Wissenschaftstheoretikerin und Autorin, Professorin an der Indiana University
- Terry L. Bruce (* 1944), Politiker